# Урлебен
Урлебен (нем. Urleben) — община в Германии, в земле Тюрингия. 
Входит в состав района Унструт-Хайних. Подчиняется управлению Бад Теннштедт.  Население составляет 431 человек (на 31 декабря 2010 года). Занимает площадь 8,13 км².
Коммуна подразделяется на 2 сельских округа.